# The Danish Poet – Eine Liebesgeschichte
The Danish Poet – Eine Liebesgeschichte ist ein norwegisch-kanadischer animierter Kurzfilm von Torill Kove aus dem Jahr 2006.

## Handlung
Die Erzählerin dachte früher, alles Leben komme aus dem All und entstehe rein zufällig. Tatsächlich trafen sich ihre Eltern nach einer Reihe von Zufällen. Alles begann in der Wohnung des dänischen Dichters Kasper Jørgensen in Kopenhagen. Der leidet unter einer Schreibblockade und besucht daher den Psychiater Dr. Mørg, der ihm zu einem Urlaub in Norwegen rät. Bei seiner Recherche zu Norwegen stößt Kasper auf ein Porträt der dänisch-norwegischen Schriftstellerin und Literaturnobelpreisträgerin Sigrid Undset. Er liest ihren Roman Kristin Lavransdatter, eine epische Geschichte um eine junge Frau, die einem Mann versprochen ist, gegen den Willen des Vaters jedoch einen anderen heiratet und ihr Leben lang unglücklich verbringt. Kasper schreibt Sigrid daraufhin einen Brief mit der Bitte, sie zwecks Inspiration in Norwegen besuchen zu dürfen. Sie stimmt zu.
Er reist nach Norwegen und kommt während eines Regenschauers bei ihm fremden Norwegern unter. Er verliebt sich in deren Tochter Ingeborg. Sie kann ihn jedoch nicht heiraten, da sie einem anderen versprochen ist, wie es auch in Kristin Lavransdatter der Fall ist. Bei seinem Abschied reicht Ingeborg Kasper eine Haarsträhne und verspricht, ihr Haar bis zu ihrer Wiedervereinigung wachsen zu lassen. Kasper kehrt nach Dänemark zurück, ohne Sigrid Undset besucht zu haben. Er ist depressiv und schreibt nur noch traurige Gedichte, die keiner lesen will, und auch Ingeborg ist in ihrer Ehe unglücklich und ihr Haar meterlang. Als ihr ungeliebter Ehemann von einer Kuh erschlagen wird, ist Ingeborg frei für Kasper. Der Brief, der ihm dies mitteilen soll, wird vom Briefträger verloren. Ingeborgs Haare wachsen weiter und sie lebt allein mit ihrer Haarflechterin Veslamei, bis Sigrid Undset eines Tages stirbt. Ingeborg und Kasper treffen sich auf Sigrids Beerdigung wieder, fallen sich in die Arme und leben von da an zusammen. Kasper hat seine Lebensfreude wiedergefunden und veröffentlicht einen Gedichtband mit dem Titel Joy and Happiness.
Als Kasper eines Tages über Ingeborgs Haare stolpert und sich den Daumen bricht, lässt Ingeborg Veslamei nach Kopenhagen kommen. Veslamei trifft im Zug den Schriftsteller Peter, der in der Stadt seinen Lieblingsautor Kasper Jørgensen zwecks Inspiration treffen will. Veslamei schneidet Ingeborgs Haare und verliebt sich in Peter. Einige Zeit später kommt das gemeinsame Kind zur Welt – die Erzählerin des Films, die nun die zahlreichen Zufälle aufzählt, die dazu geführt haben, dass sie existiert.

## Produktion
The Danish Poet wurde am 15. Februar 2006 veröffentlicht. Die Fertigstellung des Films dauerte rund drei Jahre, wobei Regisseurin Kove die Hälfte des Films selbst zeichnete. Der Film ist traditionell handgezeichnet; die Bleistiftzeichnungen auf Papier wurden gescannt und digital ausgemalt. Die Animationen des Himmels wurden von Anne Ashton in Öl gezeichnet.
Erzählerin des Films ist Liv Ullmann, sie sprach sowohl die englische als auch die norwegische Fassung ein.

## Auszeichnungen
The Danish Poet gewann 2007 den Oscar in der Kategorie „Bester animierter Kurzfilm“. Bei den 27. Genie Awards wurden Torill Kove, Lise Fearnley und Marcy Page 2007 mit dem Genie für den Besten animierten Kurzfilm ausgezeichnet.